# Cardiophorus italicus
Cardiophorus italicus là một loài bọ cánh cứng trong họ Elateridae. Loài này được Platia & Bartolozzi miêu tả khoa học năm 1988.